# لويس كلارك (لاعب كرة قدم أمريكية)
لويس كلارك (بالإنجليزية: Louis Clark)‏ هو لاعب كرة قدم أمريكية أمريكي، ولد في 3 يوليو 1964 في توبيلو في الولايات المتحدة.

## وصلات خارجية
- لويس كلارك على موقع مرجع كرة القدم المحترفة.كوم (الإنجليزية)